# Хайнрих I (Ройс-Шлайц)
Хайнрих I Ройс-Шлайц (на немски: Heinrich I Graf Reuss zu Schleiz; * 26 март 1639 в Шлайц; † 18 март 1692 в Кьостриц) е граф на Ройс-Шлайц, господар на Шлайц (1666 – 1673), граф Ройс фон Шлайц (1673 – 2692), граф и господар на Плауен-Грайц, Кранихфелд, Гера, Шлайц и Лобенщайн, издигнат на имперски граф на 26 август 1673 г.
Той е син на граф Хайнрих III Ройс-Шлайц-Гера-Заалберг (1603 – 1640) и съпругата му вилдграфиня Юлиана Елизабет фон Залм-Нойфилер фон Вилдграф (1602 – 1653), вдовица на граф Хайнрих IV Роус-Оберграйц (1597 – 1629), дъщеря на вилдграф Фридрих фон Залм-Нойфвил (1547 – 1608) и графиня Сибила Юлиана фон Изенбург-Бюдинген (1574 – 1604), дъщеря на граф Филип II фон Изенбург-Бюдинген (1526 – 1596) и Ирменгард фон Золмс-Браунфелс (1536 – 1577).
Хайнрих I Ройс-Шлайц умира на 18 март 1692 г. на 52 години в Кьостриц и е погребан в Шлайц.

## Фамилия
Хайнрих I Ройс-Шлайц се жени на 9 февруари 1662 г. във Виена за графиня Естер фон Хардег-Глац-Махланде (* 6 декември 1634, Щетелдорф; † 21 септември 1676, Хоф), дъщеря на граф Юлиус III фон Хардег-Глац и в Махланде (1594 – 1684) и графиня Йохана Сузана фон Хардег-Глац-Махланде († 1635/1639). Те имат децата:
- Мария Катарина (* 2 май 1663, Заалбург; † 13 юни 1663, Заалбург)
- Магдалена Юлиана (* 16 юли 1664, Заалбург; † 29 юни 1665, Заалбург)
- Ева Мария (* 4 август 1666, Шлайц; † 12 април 1667, Шлайц)
- Емилия Агнес Ройс-Шлайц (* 11 август 1667, Шлайц; † 15 октомври 1729, Дрена), омъжена I. в Шлайц на 10 август 1682 г. за граф Балтазар Ердман фон Промниц (* 9 януари 1656; † 3 май 1703), II. на 13 февруари 1711 г. в Дрена за Фридрих фон Саксония-Вайсенфелс (* 20 ноември 1673; † 16 април 1715), син на херцог Август фон Саксония-Вайсенфелс (1614 – 1680) и втората му съпруга графиня Йохана Валпургис фон Лайнинген-Вестербург (1647 – 1687)
- Хайнрих XI Ройс-Шлайц (* 12 април 1669, Шлайц; † 28 юли 1726, Шлайц), граф на Ройс-Шлайц (1692 – 1726), женен I. на 1 септември 1692 г. в Гайлсдорф юбер Плауен за графиня Йохана Доротея фон Татенбах (* 13 март 1675; † 26 октомври 1714), дъщеря на граф Зигизмунд Рихард фон Татенбах-Гайлсдорф (1621 – 1693) и фрайин Сузанна Елеонора фон Прьозинг цум Щайн (1631 – 1692), II. на 8 май 1715 г. в Лангенбург за графиня Августа Доротея фон Хоенлое-Лангенбург (* 12 януари 1678; † 9 май 1740), дъщеря на граф Хайнрих Фридрих фон Хоенлое-Лангенбург (1625 – 1699) и втората му съпруга графиня Юлиана Доротея фон Кастел-Ремлинген (1640 – 1706)
- Хайнрих XII (* 8 април 1670, Шлайц; † 11 август 1670, Шлайц)
- София Магдалена (* 28 август 1671, Шлайц; † 12 ноември 1671, Льома)
- Сузана Мария (* 5 юни 1673, Шлайц; † 13 май 1675, Шлайц)

Хайнрих I Ройс-Шлайц се жени втори път на 22 октомври 1677 г. в Регенсбург за графиня Максимилиана фон Хардег-Глац-Махланде (* 16 март 1644, Турн; † 27 август 1678, Регенсбург), дъщеря на граф Максимилиан Филип фон Хардег († 1663) и графиня Ева Мария фон Зинцендорф († 1652). Те имат един син, който умира един ден след раждането му:
- Хайнрих XIX (* 22 юли 1678, Регенсбург; † 23 юли 1678, Регенсбург)

Хайнрих I Ройс-Шлайц се жени трети път на 16 май 1680 г. в Аш, Бохемия на 16 май 1680 г. за графиня Анна Мария Елизабет фон Зинцендорф (* 12 май 1659, Братислава; † 8 октомври 1683, Шлайц), дъщеря на граф Рудолф фон Зинцендорф-Рейнек (1620 – 1677) и баронеса Ева Сузана фон Цинцендорф (1636 – 1709). Те имат един син и:
- Хайнрих XXIV Ройс-Кьостриц (* 26 юли 1681, Шлайц; † 24 юли 1748), граф на Ройс-Кьостриц (1692 – 1748), женен на 6 май 1704 г. за баронеса/фрайин Елеонора фон Промниц-Дитерсбах (* 7 май 1688; † 12 май 1726), дъщеря на фрайхер Ханс/ Йохан Кристоф фон Промниц (1661 – 1689) и баронеса/фрайин Анна Елизабет Саурма фон дер Йелч (1663 – 1708)
- Ева Елизабет (* 4 ноември 1682, Шлайц; † 1 септември 1683, Шлайц)
- Ева (*/† 25 септември 1689, Шлайц)